# Bioggio
Bioggio (lmo. Biögg) – miejscowość i gmina w południowej Szwajcarii, w kantonie Ticino, w okręgu (distretto) Lugano, w powiecie (circolo) Agno. 4 kwietnia 2004 do gminy przyłączono gminę Bosco Luganese i Cimo, a 20 kwietnia 2008 gminę Iseo.

## Demografia
W Bioggio mieszka 2737 osób. W 2022 roku 19,7% populacji gminy stanowiły osoby urodzone poza Szwajcarią. 

## Transport
Przez teren gminy przebiegają autostrada A2 oraz drogi główne nr 398 i nr 401.
Na terenie gminy leży część lotniska Lugano, pozostała natomiast w gminach Agno oraz Muzzano.